# Decima Norman
Clara Decima Norman, née le 9 septembre 1909 à West Perth et décédé le 29 août 1983 à Albany, est une athlète australienne spécialiste du sprint, de la longueur et des relais. Elle était entraîné par Frank Preston.

## Biographie

### Palmarès
| Date | Compétition                  | Lieu   | Résultat | Épreuve          | Performance  |
| ---- | ---------------------------- | ------ | -------- | ---------------- | ------------ |
| 1938 | Jeux de l'Empire britannique | Sydney | 1er      | 100 yards        | 11 s 1       |
| 1938 | Jeux de l'Empire britannique | Sydney | 1er      | 220 yards        | 24 s 7       |
| 1938 | Jeux de l'Empire britannique | Sydney | 1er      | Longueur         | 5,80 m       |
| 1938 | Jeux de l'Empire britannique | Sydney | 1er      | Relais 440 yards | 49 s 1       |
| 1938 | Jeux de l'Empire britannique | Sydney | 1er      | Relais 660 yards | 1 min 15 s 2 |

### Records
| Épreuve          | Performance | Lieu   | Date            |
| ---------------- | ----------- | ------ | --------------- |
| 100 mètres       | 11 s 8      | Perth  | 8 avril 1936    |
| 200 mètres       | 24 s 4      | Sydney | 10 février 1938 |
| 80 mètres haies  | 11 s 8      | Sydney | 4 février 1939  |
| Saut en longueur | 5,80 m      | Sydney | 7 février 1938  |